# Волосевич, Еликанида Егоровна
Еликани́да Его́ровна Волосе́вич (10 июня 1928, Мезенский уезд, Архангельская губерния — 4 декабря 2008, Архангельск) — советский, российский врач-хирург. Народный врач СССР (1986).

## Биография
Родилась 10 июня 1928 года в деревне Кимжа (ныне — в Дорогорском сельском поселении Мезенского района Архангельской области).
В 1954 году окончила с отличием Архангельский государственный медицинский институт
Три года работала врачом-хирургом в Архангельской городской больнице № 2.
В 1960 году была назначена главным врачом Первой городской больницы Архангельска.
В период её управления в больнице была полностью обновлена материальная база, оборудование, построены 7 лечебных корпусов, 2 поликлиники, подстанция скорой помощи, создана и получила мощное развитие кардиохирургия и ангиорентгенология. В 2007 году благодаря её усилиям было закончено строительство кардиологического корпуса больницы, начатое ещё в 1991 году.
Летом 2008 года предполагалось, что главный врач уйдёт на пенсию после своего юбилея, в связи с окончанием срока действия трудового контракта. Но она съездила в Москву и добилась там продления своего должностного контракта ещё на 5 лет, таким образом сохранив за собой пост главного врача.
12 ноября 2008 года её, возвращавшуюся с общественных слушаний по бюджету Архангельска сбил автомобиль. По информации службы «скорой помощи», врачи зафиксировали у неё множественные переломы, 4 декабря 2008 года от полученных травм она скончалась. Похоронена на Вологодском кладбище Архангельска.
Неоднократно избиралась депутатом районного и городского советов, членом обкома КПСС, делегатом партийных съездов и съездов врачей.

## Награды и звания
- Заслуженный врач РСФСР (1976)
- Народный врач СССР (1986)
- Орден «За заслуги перед Отечеством» III степени (2006) — за большой вклад в развитие здравоохранения и многолетнюю добросовестную работу[5]
- Орден «За заслуги перед Отечеством» IV степени (1998) — за большой вклад в развитие здравоохранения и многолетний добросовестный труд[6]
- Орден Трудового Красного Знамени
- Орден «Знак Почёта»
- Медаль «За заслуги перед отечественным здравоохранением»
- Знак «За заслуги перед городом Архангельском»
- Золотой знак «Общественное признание»
- Почётный гражданин города Архангельска (1993)

## Память
В честь главного врача установлена памятная доска на одном из корпусов, при въезде на территорию Первой городской клинической больницы им. Е. Е. Волосевич в Архангельске.